# Wonewoc (hrabstwo Juneau)
Wonewoc – wieś w Stanach Zjednoczonych, w stanie Wisconsin, w hrabstwie Juneau.